# Affoltern am Albis
Pour les articles homonymes, voir Affoltern.
Affoltern am Albis est une commune suisse du canton de Zurich, située dans le district homonyme.

## Géographie

Photo aérienne (1945).

Selon l'Office fédéral de la statistique, Affoltern am Albis mesure 10,61 km2.

## Démographie
Selon l'Office fédéral de la statistique, Affoltern am Albis compte 12 588 habitants fin 2022. Sa densité de population atteint 1186 hab./km2.

### Personnalités
- Dionys Baeriswyl (1944-2023), physicien théoricien suisse, y est mort.
- Walter Grab (1927-1989), peintre surréaliste suisse.
- René Strehler, coureur cycliste professionnel.